# Little Nightmares 2
Little Nightmares 2 (стилізовано як Little Nightmares II) — відеогра в жанрі платформера з елементами квесту і горрора, розроблена шведською компанією Tarsier Studios і випущена компанією Bandai Namco Entertainment.
Одна з особливостей гри — наявність нового ігрового персонажа, Моно, який подорожує з героїнею Little Nightmares, Шостою, але тут вона керується комп'ютером. Події відбуваються після кінцівки мобільної гри Very Little Nightmares. На відміну від попередньої гри, більшість дії тут відбувається у похмурому місті.
Реліз гри відбувся 11 лютого 2021 року на платформах Windows, PlayStation 4, Xbox One і Nintendo Switch, вихід гри для PlayStation 5 і Xbox Series X — пізніше того ж року.

## Ігровий процес
Гравець грає за 9-річного хлопчика Моно — головного протагоніста гри. Його супроводжує Шоста (головна героїня першої частини гри), керована штучним інтелектом. Гравець може кликати її і спільно виконувати певні завдання. У певних локаціях Моно може використовувати ліхтарик, пульт дистанційного управління телевізором, а також певні предмети в якості зброї. У порівнянні з першою частиною управління персонажем покращилося.

## Сюжет

### Дія
Моно, хлопчик із паперовим пакетом на голові, бачить сон про двері з символом ока і прокидається. Він подорожує пустельною місцевістю та потрапляє в стару халупу, де живе Мисливець у масці. Мисливець утримує в клітці дівчинку Шосту, Моно визволяє її і обоє тікають від Мисливця. Коли той заганяє їх у кут, вони застрелюють переслідувача з дробовика. Використовуючи двері як пліт, Моно та Шоста вирушають у Бліде місто, оповите туманом і дощем і наповнене старими телевізорами. Протягом усієї подорожі Моно намагається знайти в одному з телевізійних екранів двері зі свого сну, але Шоста повсякчас витягує його назад.
Моно та Шоста потрапляють до школи, де дівчинку схоплюють хулігани. Моно рятує її, і обоє тікають від Вчительки з довгою шиєю. Вибравшись зі школи, Шоста знаходить жовтий плащ, який носила в попередній грі. Пара досягає лікарні, де вони стикаються з Пацієнтами, схожими на манекени, їхніми відокремленими Живими Руками та Лікарем, який повзає по стелі. Моно заманює Лікаря на сміттєспалювальний завод і може вирішити вбити його або залишити в пастці. Потім Моно та Шоста виходять у центр Блідого міста. Вони помічають Сигнальну вежу, яка контролює мешканців міста через телевізори. Обличчя Глядачів, які дивляться повсюдні телевізори, спотворюються.
Коли Моно нарешті досягає дверей через телевізор, вони відчиняються і за ними постає примарна Тонка Людина. Ця істота вибирається в реальність і затягує за собою Шосту, залишаючи тільки її мерехтливу тінь. Тінь Шостої веде Моно до Сигнальної вежі, де він протистоїть Тонкій Людині. Моно виявляє, що має такі ж здібності з телекінезу, як Тонка Людина, знімає зі своєї голови пакет і перемагає істоту.
Моно входить до Сигнальної вежі та знаходить там Шосту, перетворену на спотворену велетку. Коли Моно ламає її музичну скриньку, Шоста лютує, але сутичка з Моно повертає її до нормального стану. Сигнальна вежа починає руйнуватися, дітей переслідує мінлива маса м'яса й очей, яка утворює її серцевину. Діти тікають, але Шоста зраджує Моно і дозволяє йому впасти в прірву, перш ніж втекти крізь екран телевізора.
Опинившись на самоті, оточений масою плоті, Моно змиряється зі своєю долею. Минає час, Моно стає старшим і вищим, повільно змінюючись під впливом Сигнальної вежі, і врешті сам стає Тонкою Людиною. Камера віддаляється і виявляється, що Тонка Людина сидить у кімнаті в кінці коридору зі сну Моно.
Якщо гравець знайшов усі колекційні предмети (примари дітей), то в фінальній сцені Шоста виходить з екрану телевізора та зустрічає свою тінь, яка показує рекламу з запрошенням до Черева. Живіт Шостої раптом бурчить від голоду.

### Трактування сюжету
Як і попередня гра, Little Nightmares II своєю загадковою атмосферою та сюжетом сприяла припущенням фанатів, які пояснили б тамтешні події. З-поміж них одне з головних питань полягає в тому, чому Шоста наприкінці гри зрадила Моно. Одне з популярних пояснень стверджує, що Шоста усвідомлювала, що з нею щось не так, і тому дозволила Моно впасти, думаючи нібито це врятує хлопчика від неї. Інша гіпотеза стверджує, що це вже була бездушна оболонка і Тонка Людина хотіла помститися їй і/або врятувати себе в минулому. Природа маси плоті також є обговорюваним питанням. Можливо, це сила, що посилює в людях усе найгірше, і так вона зробила з Моно Тонку Людину, а в Шостій пробудила нестерпний голод. Одне з припущень про світ гри полягає в тому, що це метафора наслідків Другої світової війни, на що натякає архітектура та інтер'єри.

## Оцінки й відгуки
| Агрегатор  | Оцінка                                         |
| ---------- | ---------------------------------------------- |
| Metacritic | NS: 82/100 PC: 83/100 PS4: 82/100 XONE: 79/100 |

| Видання        | Оцінка  |
| -------------- | ------- |
| Destructoid    | 8.5/10  |
| Easy Allies    | 8.5/10  |
| Game Informer  | 9.25/10 |
| GameRevolution | 7.5/10  |
| GamesRadar+    | [ 15 ]  |
| Hardcore Gamer | 4/5     |
| IGN            | 7/10    |
| Nintendo Life  | [ 18 ]  |
| PC Gamer (США) | 76/100  |
| Push Square    | [ 20 ]  |
| Shacknews      | 9/10    |
| VG247          | [ 22 ]  |
| VideoGamer.com | 7/10    |

Little Nightmares II здобула «переважно схвальні» відгуки, згідно з агрегатором Metacritic.
Джордан Девор з Destructoid відгукнувся, що грати в першу Little Nightmares необов'язково, щоб розуміти, що відбувається в приквелі. Моно та Шоста не є нормальними — навіть за мірками того світу — і їм знадобиться допомога одне одного. Керування в Little Nightmares II менш складне; Моно легше хапається за уступи та лазить, але його все ще часто можуть спіймати вороги.
Джефф Корк у Game Informer писав, що друга гра продовжує та вдосконалює механіки першої і хоча вона самостійна, бажано ознайомитися з Little Nightmares перед тим, як грати в неї. Доречно розташовані точки збереження мінімізують розчарування від невдач. І хоча Моно здатен битися, пропуск ворожих ударів зазвичай смертельний для нього.
Тристан Оґілві в IGN зазначив — Little Nightmares II така ж темна, похмура та моторошно красива, як і оригінал. Ця гра також коротка і присутність там Шостої як просто супутниці Моно виглядає як втрачена можливість розповісти більше про світ гри. В Little Nightmares II не передбачено яких-небудь складних ситуацій, де Моно та Шоста працювали б у тандемі. Справжні «зірки» гри — це її лиходії, один лише звук наближення яких змушує гравців здригатися.
Згідно з вердиктом Тома Оррі з VG247, «Little Nightmares 2 — це чудове продовження, що зберігає вражаючий тон оригіналу, але вдосконалюється в усіх ключових сферах. Це не вибуховий горрор, тут немає крові чи тортур, і здебільшого ви стрибаєте на важелі, розв'язуєте головоломки та лазите по меблях, але це не означає, що Tarsier не створили видатних жахів».